# دیگو الی
دیگو الی (انگلیسی: Diego Eli؛ زادهٔ ۴ سپتامبر ۱۹۸۸) بازیکن فوتبال اهل برزیل است.
از باشگاه‌هایی که در آن بازی کرده‌است می‌توان به باشگاه ایسترن اسپورتز و باشگاه ورزشی لوندرینا اشاره کرد.
وی همچنین در تیم ملی فوتبال هنگ کنگ بازی کرده‌است.